# Maurizio Bertucci
Maurizio Bertucci (Roma, 13 maggio 1949) è un giornalista e politico italiano.

## Biografia
Nato a Roma il 13 maggio 1949, giornalista e vice-direttore della TGR, con la discesa in campo nella politica di Silvio Berlusconi si candida alla Camera dei deputati per le elezioni politiche del 1994 nel collegio maggioritario di Roma-Gianicolense, sostenuto dalla coalizione di centro-destra Polo del Buon Governo in quota forzista, dove viene eletto per la prima volta deputato con il 43,31% dei voti contro i candidati dei Progressisti, in quota Verdi, Athos De Luca (41,3%) e dei Patto per l'Italia, in quota Partito Popolare Italiano, Silvia Costa (15,4%). Nel corso della XII legislatura è stato componente della 9ª Commissione Trasporti, poste e telecomunicazioni e della Commissione parlamentare antimafia, mentre nel gruppo parlamentare di Forza Italia ricopre il ruolo di suo rappresentante organizzativo.
Viene riconfermato deputato alla Camera alle politiche del 1996 e a quelle del 2001 nella circoscrizione Marche tra le liste di Forza Italia.
In vista delle elezioni regionali nelle Marche del 2000, si candida alla presidenza della Regione Marche, venendo appoggiato dalla coalizione di centro-destra Casa delle Libertà composta dalle liste: Forza Italia, Alleanza Nazionale, Cristiani Democratici Uniti, Centro Cristiano Democratico, Liberal Sgarbi - I Libertari e Lega Nord. Alla tornata elettorale Maurizio Bertucci perde la competizione, ottenendo il 44,2% dei voti contro il 49,92% del presidente uscente Vito D'Ambrosio dei Democratici di Sinistra.
A novembre 2002 si rese noto per aver preso parte a una rissa con il collega forzista Gianluigi Scaltritti all'interno dell'emiciclo di Montecitorio.
A luglio 2003 abbandona Forza Italia per aderire all'UDEUR di Clemente Mastella; ma nel febbraio 2004 ritorna in Forza Italia.